# 존 풀러
존 풀러(영어: John Puller)는 미국 소설가 데이비드 발다치(David Baldacci)의 소설 시리즈에 등장하는 가상의 군인이다.

## 소개
- 미국 육군 레인저 학교(Ranger School)를 마치고, 이라크와 아프가니스탄에 여섯 번 전투 투입되었다. 은성훈장(Silver Medal) 두 개, 동성훈장(Bronze Medal) 두 개, 퍼플 하트 훈장(Purple Heart Medal) 세 개를 포함하여 20여개 훈장을 받았다.[1]
- 미국 육군 준위(Warrant Officer)이고, 범죄수사사령부(Criminal Investigation Division, CID) 소속 특수요원(special agent)이다.[2]
- 키는 6피트 3⅞인치 즉 약 193 cm이고, 몸무게는 232파운드 즉 105 kg이다.[3]

## 가족
- 존 풀러의 아버지 존 풀러 시니어(John Puller Sr.)는 미국 육군사관학교에서 농구팀 주장을 했고, 임관 후에 미국 육군에서 "Fighting John"이라는 별칭을 얻을 정도로 전설적인 지휘관이었고, 약 30년 복무하면서 훈장을 49개나 받고, 미국 육군 중장(Lieutenant General)으로[4] 전역했다.[5] 그 후 치매와 우울증으로 인해 보훈병원에 입원했다.[6]
- 존 풀러보다 두 살 많은 형 로버트 풀러(Robert Puller)는 미국 공군에서 핵무기를 담당하던 소령이었으나,[7] 군사법원에서 반역죄를 선고받고,[8] 미국 육군 교도소(United States Disciplinary Barracks, USDB)에 수감되었다.[9]

## 등장하는 소설
아래는 존 풀러가 주인공인 단행본을 발간순으로 정리한 목록이다. 영어 제목과 발간연도, 그리고 한국어 번역 제목 순으로 표기했다. 2019년 12월 기준으로 장편소설이 네 권이 출판되었는데, 아직 한국어로 번역되어 발간된 책은 없다.
1. Zero Day (2011) (존 풀러의 나이: 35세) (미국 웨스트버지니아주)
2. The Forgotten (2012) (미국 플로리다주)
3. The Escape (2014)
4. No Man's Land (2016)